# Gornje Krajince
Gornje Krajince (en serbe cyrillique : Горње Крајинце) est un village de Serbie situé sur le territoire de la Ville de Leskovac, district de Jablanica. Au recensement de 2011, il comptait 746 habitants.

## Démographie
| 1948 | 1953 | 1961 | 1971 | 1981 | 1991 | 2002 | 2011 |
| ---- | ---- | ---- | ---- | ---- | ---- | ---- | ---- |
| 563  | 626  | 656  | 701  | 741  | 759  | 786  | 746  |

|  |